# Myrsine denticulata
Myrsine denticulata là một loài thực vật có hoa trong họ Anh thảo. Loài này được (Wawra) Hosaka mô tả khoa học đầu tiên năm 1940.